# Gabriel Misehouy
Gabriel Osei Misehouy (* 18. července 2005) je nizozemský profesionální fotbalista, který hraje na pozici ofenzivního záložníka za španělský klub Girona FC.Od července 2025 hraje za řeckém klubu Aris Soluň.

## Klubová kariéra

### Ajax
Misehouy, mládežnický produkt Ajaxu, se vypracoval do rezervy tohoto klubu a byl kapitánem jejich týmu U17. Svou první profesionální smlouvu podepsal s Ajaxem v září 2021. Svůj profesionální debut si odbyl 21. února 2022 v dresu Jong Ajax při prohře 3:1 v Eerste Divisie s Almere City, když v 79. minutě nastoupil jako náhradník.

### Girona
Dne 10. července 2024 oznámil tým La Ligy Girona, že podepsal s Misehouyem čtyřletou smlouvu. Při svém debutu 15. srpna proti Realu Betis skóroval Misehouy v 72. minutě a zachránil tak svému týmu remízu.

## Osobní život
Misehouy se narodil v Nizozemsku a je ghanského původu. Je mládežnickým reprezentantem Nizozemska.

## Statistiky

### Klubové
Platí k zápasu hranému 14. prosince 2024.
| Klub              | Sezóna            | Liga              | Liga   | Liga | Národní pohár | Národní pohár | Kontinentální | Kontinentální | Ostatní | Ostatní | Celkově | Celkově |
| Klub              | Sezóna            | Soutěž            | Zápasy | Góly | Zápasy        | Góly          | Zápasy        | Góly          | Zápasy  | Góly    | Zápasy  | Góly    |
| ----------------- | ----------------- | ----------------- | ------ | ---- | ------------- | ------------- | ------------- | ------------- | ------- | ------- | ------- | ------- |
| Jong Ajax         | 2021/22           | Eerste Divisie    | 4      | 0    | –             | –             | –             | –             | –       | –       | 4       | 0       |
| Jong Ajax         | 2022/23           | Eerste Divisie    | 27     | 4    | –             | –             | –             | –             | –       | –       | 27      | 4       |
| Jong Ajax         | 2023/24           | Eerste Divisie    | 13     | 6    | –             | –             | –             | –             | –       | –       | 13      | 6       |
| Jong Ajax         | Celkově           | Celkově           | 44     | 10   | –             | –             | –             | –             | –       | –       | 44      | 10      |
| Girona            | 2024/25           | La Liga           | 7      | 1    | 2             | 0             | 0             | 0             | –       | –       | 9       | 1       |
| Celkově v kariéře | Celkově v kariéře | Celkově v kariéře | 51     | 11   | 2             | 0             | 0             | 0             | 0       | 0       | 53      | 11      |